# Juifs européens pour une paix juste
Juifs européens pour une paix juste est un réseau européen de 11 organisations juives de 10 pays militant pour la paix dans le conflit israélo-palestinien, née en septembre 2002 à Amsterdam.
Ce réseau soutient la campagne Boycott, Désinvestissement et Sanctions et réclame « la fin immédiate de l'occupation des territoires occupés : Cisjordanie, Gaza et Jérusalem-Est avec reconnaissance des frontières du 4 juin 1967 ».
Elle est composée de : 
- l'Union juive française pour la paix, en France, qui est son membre fondateur ;
- l'Union des progressistes juifs de Belgique, en Belgique, depuis 2003.
- la Jüdische Stimme fur einen gerechten Frieden zwischen Israël und Palästina (Suisse)
- le Jewish Socialists' Group (section britannique du Bund) et Jews for Justice for Palestinians (Royaume-Uni)
- Judar för Israelisk-Palestinsk Fred (Suède)
- Een Ander Joods Geluid (Pays-Bas)
- Rete 'Ebrei contro l'occupazione (Italie)
- Jüdische Stimme für gerechten Frieden in Nahost (Allemagne)
- European Jews for a Just Peace - Denmark
- Jüdische Stimme für einen gerechten Frieden in Nahost (Autriche)